# Duyamkandalli, Yelandur
Duyamkandalli là một làng thuộc tehsil Yelandur, huyện Chamarajanagar, bang Karnataka, Ấn Độ.